# هرباستین
هرباستین (به انگلیسی: Herbacetin) یک ترکیب شیمیایی با شناسه پاب‌کم ۵۲۸۰۵۴۴ است. 